# Kurdjumiwka
Kurdjumiwka (ukrainisch Курдюмівка; russisch Курдюмовка/Kurdjumowka) ist eine Siedlung städtischen Typs in der Oblast Donezk im Osten der Ukraine mit etwa 800 Einwohnern.
Der Ort liegt im westlichen Donezbecken etwa 12 Kilometer nordöstlich des Stadtzentrums von Torezk und 56 Kilometer nördlich vom Oblastzentrum Donezk entfernt, durch den Ort verläuft eine Eisenbahnstrecke von Bachmut nach Horliwka sowie der Siwerskyj-Donez-Donbas-Kanal (Канал Сіверський Донець — Донбас).
Die Siedlung städtischen Typs wurde 1936 gegründet, 1957 erhielt er den Status einer Siedlung städtischen Typs zuerkannt.
Im Ort gibt es eine Fabrik für Säureprodukte, hier werden unter anderem säurebeständige Ziegel hergestellt.
Am 12. Juni 2020 wurde die Siedlung ein Teil der neugegründeten Stadtgemeinde Torezk, bis dahin war sie ein Teil der Siedlungsratsgemeinde Piwnitschne (9 Kilometer südlich gelegen) als Teil der Stadtratsgemeinde Torezk.
Am 17. Juli 2020 wurde der Ort ein Teil des Rajons Bachmut.